# جيمس ماكان
جيمس ماكان (بالإنجليزية: James McCann)‏ هو سياسي أمريكي، ولد في 7 مارس 1924، وتوفي في 20 فبراير 2009. حزبياً، نشط في الحزب الديمقراطي. وقد انتخب عضو جمعية ولاية ويسكونسن.